# Neus Munté

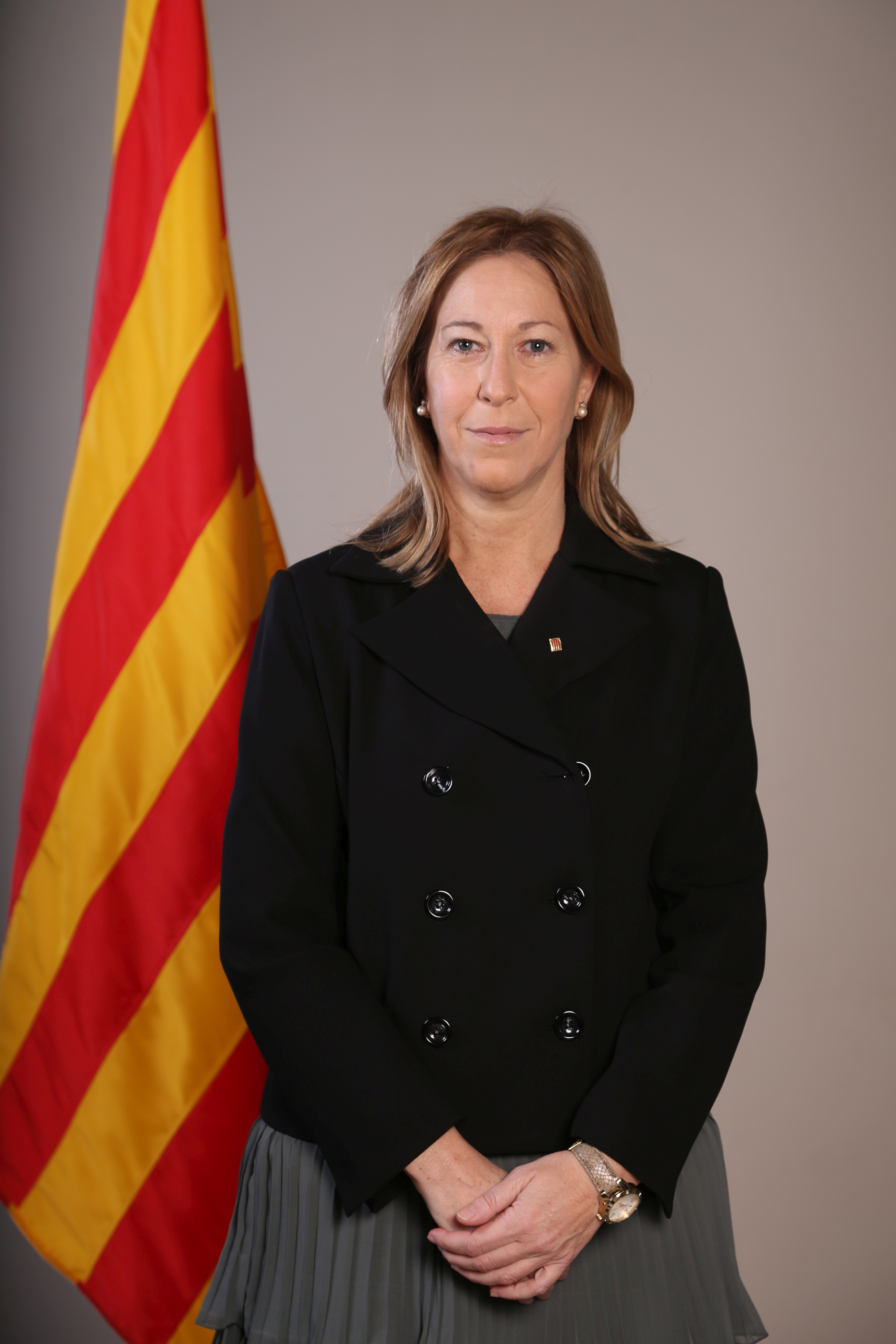
Neus Munté (2016)

Neus Munté i Fernández (* 13. November 1970 in Barcelona) ist eine spanische Rechtsanwältin, Gewerkschafterin und Politikerin. Seit 1996 ist sie Mitglied der Partei Demokratische Konvergenz Kataloniens. Von 2002 bis 2003, 2010 bis 2012 und 2015 bis 2017 war sie Abgeordnete im Parlament von Katalonien. 2012 wurde sie zur Ministerin für Soziales und Gesundheit ernannt. Ab 22. Juni 2015 war sie Vizepräsidentin und Sprecherin der katalanischen Regierung unter Präsident Artur Mas.
Bei den katalanischen Parlamentswahlen am 27. September 2015 kandidierte sie für die Liste Junts pel Sí. Anschließend war Neus Munté bis 2017 erneut Vizepräsidentin, Sozial- und Familienministerin und Sprecherin der katalanischen Regierung unter Präsident Carles Puigdemont. Nach ihrem Ausscheiden aus der Regionalregierung ist Neus Munté in der Kommunalpolitik in Barcelona tätig.